# Jabon (Kalidawir)
Jabon is een bestuurslaag in het regentschap Tulungagung van de provincie Oost-Java, Indonesië. Jabon telt 3249 inwoners (volkstelling 2010).